# Louise Roe
Louise Roe (Surrey, 3 de diciembre de 1981) es una presentadora de televisión, modelo y periodista británica.
Es conocida por haber dirigido el programa de MTV Plain Jane.

## Carrera
Después de estudiar en la Secundaria Guildorf, un colegio de señoritas en Surrey, Louise Roe se graduó con honores en la Universidad de Durham en literatura Inglesa. Su primer trabajo fue  para la revista Elle. En 2007, uno de los editores le pidió para estar en el programa BBC Breakfast. Luego del show, uno de los productores le preguntó si le gustaría estar en algún otro show de televisión.

### Periodismo
Escribió artículos de moda para MSN, Daily Mail, Vogue (revista) UK, Elle UK y otras. 

### Televisión
Ha sido anfitriona de la BBC (British Broadcasting Corporation), The Clothes Show, E!, Fashion Police y la película Perfect Catch;
y jueza invitada en el reality británico  Britain's Next Top Model y Project Catwalk.
En 2008 presentó su show de BBC Addicted to Boob Jobs. También fue presentadora de Style Network's How Do I Look, 10 Things I Hate About Me y  Make Me a Supermodel.
En 2009 fue presentadora de E! Sexiest Catch y luego se mudó a Los Ángeles, California.
Apareció en la segunda temporada del show de MTV The City (telerrealidad).
En 2011, estuvo al aire para E! durante la cobertura de la Boda real entre Guillermo de Cambridge y Catherine Middleton, el viernes 29 de abril.
El 6 de noviembre de 2011, fue una de las prresentadoras de los MTV Europe Music Awards 2011 Red Carped Show, en Belfast.

### Moda
En octubre del 2012, Louise lanzó su última colección de zapatos y carteras en colaboración con la marca Stylistpick.